# Mycetophagus bifasciatus
Mycetophagus bifasciatus is een keversoort uit de familie boomzwamkevers (Mycetophagidae). De wetenschappelijke naam van de soort werd in 1919 gepubliceerd door George Charles Champion.